# Acacia hartwegii
Acacia hartwegii é uma espécie de leguminosa do gênero Acacia, pertencente à família Fabaceae.